# Edward Heath
Sir Edward Richard George Heath KG MBE (Broadstairs, 1916. július 9. – Salisbury, 2005. július 17.), gyakran Ted Heath néven is ismert brit politikus, aki 1970 és 1974 között az Egyesült Királyság miniszterelnöke, 1965 és 1975 között a Konzervatív Párt vezetője volt. Heath 51 éven át parlamenti képviselőként is szolgált 1950 és 2001 között.

## Életpályája
Heath egy szobalány és egy asztalos gyermekeként született a Kent megyei Ramsgate-ben, Oxfordra járt, ahol a diákpolitika egyik vezető alakja lett. A második világháború alatt a Királyi Tüzérségnél szolgált tisztként. Ezután rövid ideig a közszolgálatban dolgozott, de lemondott, hogy az 1950-es általános választáson indulhasson, sikeresen meg is nyerte Bexley választókerületet. Anthony Eden 1955-ben a Konzervatívok chief whip-jévé léptette elő, 1959-ben pedig Harold Macmillan munkaügyi miniszterré nevezte ki a kormányába. Később lordpecsétőri szerepet töltött be, és 1963-ban Alec Douglas-Home a Kereskedelmi Tanács elnökévé nevezte ki. Miután a Konzervatívok vereséget szenvedtek az 1964-es választásokon, Heath-et 1965-ben a Konzervatív Párt élére választották, így az ellenzék vezetője lett. Bár az 1966-os választásokon ugyancsak veszített a pártja, de Heathnek sikerült egy váratlan fordulattal 1970-ben megnyernie a következő választást.
Miniszterelnöksége alatt Heath felügyelte a brit pénzrendszer decimalizálását 1971-ben, 1972-ben pedig az önkormányzati rendszer megreformálását, jelentősen csökkentve a helyhatóságok számát. Heath talán legkiemelkedőbb eredményeit 1973-ban érte el, amikor az Egyesült Királyságot az Európai Közösségek tagjává tette. Heath mindig is erősen támogatta a brit EK-tagságot, és miután az Alsóház 356:244 arányban azt megszavazta, ő vezette a tárgyalásokat, amelyek az Egyesült Királyság 1973. január 1-jei csatlakozásával zárultak. John Campbell szerint Heath ezt személyes „legkiválóbb órájának” tekintette.
Heath miniszterelnöksége egybeesett az észak-írországi konfliktus tetőzésével, jóváhagyta a letartóztatottak tárgyalás nélküli bebörtönzését, majd az északír parlament felfüggesztését, a közvetlen brit uralom bevezetését. Az Ideiglenes Ír Köztársasági Hadsereg küldötteivel folytatott nem hivatalos tárgyalások sikertelenek voltak, ahogy az 1973-as sunningdale-i megállapodás is, amely miatt az Ulsteri Unionista Párt képviselői kivonultak a konzervatív frakcióból. Heath a brit szakszervezeti tevékenységet is próbálta megreformálni az ipari kapcsolatokról szóló törvénnyel, abban reménykedve, hogy deregulálja a gazdaságot, és áttér a közvetlen adózásról a közvetett adózásra. A bányászsztrájk azonban 1974 elején súlyos csorbát ejtett a kormány népszerűségén. A helyzet megoldására Heath választást írt ki 1974 februárjára, amit szűken ugyan, de elvesztett a Harold Wilson vezette Munkáspárttal szemben.
Miután 1974 októberében a második egymást követő választást elveszítette, Heath ragaszkodott hozzá, hogy továbbra is vezető maradjon, de 1975 januárjában Margaret Thatcher bejelentette, hogy kihívja Heath-t a vezetői pozícióért, amit Thatcher meg is nyert.

## Fordítás
- Ez a szócikk részben vagy egészben  az   Edward Heath című angol Wikipédia-szócikk ezen változatának fordításán alapul.  Az eredeti cikk szerkesztőit annak laptörténete sorolja fel. Ez a jelzés csupán a megfogalmazás eredetét és a szerzői jogokat jelzi, nem szolgál a cikkben szereplő információk forrásmegjelöléseként.

| Elődje: Harold Wilson | Az Egyesült Királyság miniszterelnöke 1970. június 19. – 1974. március 4. | Utódja: Harold Wilson |